# 亚比筛

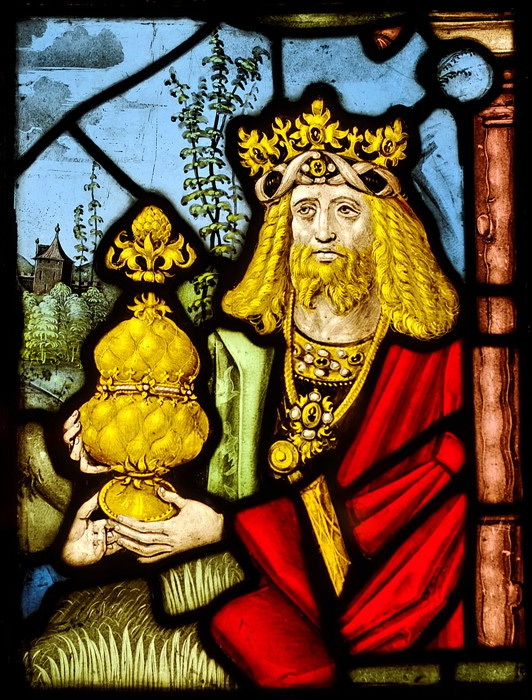
大衛王手持亞比篩帶給他的水甁。

亚比筛是公元前10世紀以色列聯合王國，是大卫姐姐洗鲁雅的长子，约押和亚撒黑的哥哥（撒母耳记下2:18；历代志上2:16），大卫的军事统帅。 
亚比筛是唯一和大卫进入扫罗的营，在他睡着时，拿走他的枪和水瓶的人（撒母耳记上26:5-12）。 
在大卫与押沙龙争战时，亚比筛统帅大卫三分之一的军队（撒母耳记下18:2,5,12）。他被列为大卫勇士的首领（撒母耳记下23:18；历代志上11:20、21）。曾举枪杀了300人（撒母耳记下23:18）。
亚比筛参加了大卫与非利士人巨人以实比诺的战斗，拯救了大卫，并杀死以实比诺（撒母耳记下21:15-17）。